# Idylle en eaux troubles

Idylle en eaux troubles (Am Ende die Hoffnung, litt. "À la fin l'espoir") est un téléfilm dramatique historique allemand écrit et réalisé par Thorsten Näter, diffusé en 2011.

## Synopsis
Suivant la nouvelle prétendant que les marins-pêcheur ont découvert l'épave du Unterseeboot 864 qui avait disparu en 1944 dans un fjord de Norvège, la conductrice de taxi, Kati Krüger, emmène sa grand-mère Ellen Ludwig, une brave femme de quatre-vingt-cinq ans, à Oslo. Sur le chemin, cette dernière lui raconte son histoire qui remonte à l'époque où elle appartenait à un groupe de résistants au régime nazi.

## Fiche technique
- Titre original : Am Ende die Hoffnung
- Titre français : Idylle en eaux troubles
- Réalisation : Thorsten Näter
- Scénario : Thorsten Näter et Annette Hess
- Direction artistique : Robert Reblin
- Décors : Matthias Klemme
- Costumes : Helene Hohensee
- Photographie : Joachim Hasse (crédité Achim Hasse)
- Montage : Julia von Frihling
- Musique : Ingo Frenzel (crédité Ingo Ludwig Frenzel)
- Production : Frank Kaminski et Doris Zander
- Sociétés de production : Aspekt Telefilm-Produktion GmbH et FILM27 Multimedia Produktions
- Sociétés de distribution : ProSiebenSat.1 Media (Allemagne), Groupe M6 (France)
- Pays d'origine : Allemagne
- Langue originale : allemand
- Format : couleur
- Genre : drame historique
- Durée : 109 minutes
- Dates diffusion :
  -  Allemagne : 18 octobre 2011 sur Sat.1
  -  France : 1er mai 2012 sur M6

## Distribution
- Yvonne Catterfeld: Elisabeth "Ellen" Ludwig
- Stephan Luca: Robert Elbing
- Max von Pufendorf: Hans Mertens
- Rosemarie Fendel: Elisabeth "Ellen" Lenz
- Marie Zielcke: Kati Krüger
- Katrin Pollitt: Frieda
- Dirk Borchardt: Kapitän Wolfram
- H. Schroedter: Helga
- Tobias Retzlaff: Maschinist
- Heidi Kriegskotte: Ilse Kastropp
- Karl Kranzkowski (de): R. Karl Kastrop
- Eva-Maria Kurz: Frau Kleintje
- Kai Malina: Funker Rühl